# 楠木綿蚜
楠木綿蚜（学名：Machilaphis machili）为斑蚜科楠綿斑蚜屬下的一个种。